# Finale Coppa Italia 2015
De finale van de Coppa Italia van het seizoen 2014/15 werd gehouden op woensdag 20 mei 2015 in het Stadio Olimpico in Rome. Juventus won na verlengingen met 2-1 van Lazio.

## Finale

### Voorgeschiedens
Juventus nam voor de vijftiende keer deel aan de finale van de Coppa Italia. De Oude Dame was met negen eindzeges ook recordhouder (samen met AS Roma). Lazio stond voor de achtste keer in de bekerfinale en kon de trofee voor de zeven keer in de wacht slepen. Het was nog maar de tweede keer dat beide clubs in de finale tegenover elkaar stonden. In 2004 namen Juventus en Lazio het in twee wedstrijden tegen elkaar op. Lazio won toen de heenwedstrijd voor eigen volk met 2-0. De terugwedstrijd in Turijn eindigde in een gelijkspel (2-2). Middenvelder Stefano Fiore scoorde drie van de vier Romeinse doelpunten en ontpopte zich zo tot de held van de finale.
In de Serie A won Juventus in het seizoen 2014/15 twee keer van Lazio. In de heenronde werd het 0-3 voor de Oude Dame dankzij twee doelpunten van Paul Pogba en een treffer van Carlos Tévez. Lazio sloot het duel af met tien spelers na de uitsluiting van Simone Padoin. In april 2015 kreeg Lazio een herkansing, maar ook toen trok Juventus aan het langste eind. De club uit Turijn won voor eigen volk met 2-0 dankzij goals van Tévez en Leonardo Bonucci. Ook deze keer eindigde Lazio de wedstrijd met tien spelers. Danilo Cataldi kreeg in de slotminuten een rode kaart voor een gemene tackle op de Argentijnse doelpuntenmaker Tévez.
De finale werd gespeeld in het Stadio Olimpico in Rome de thuishaven van Lazio. Omdat Juventus zich op 13 mei ook wist te plaatsen voor de finale van de UEFA Champions League, werd de Italiaanse bekerfinale vervroegd naar 20 mei. Aanvankelijk zou de bekerfinale op 7 juni gespeeld worden, een dag na de finale van de Champions League.

### Wedstrijddetails
|                         |         |              |                         |                                                                                    |
| 20 mei 2015 20:45 UTC+2 | Lazio   | 1 – 2 (n.v.) | Juventus                | Stadio Olimpico, Rome Toeschouwers: 60.000 Scheidsrechter: Daniele Orsato (Italië) |
| 20 mei 2015 20:45 UTC+2 | Radu 4' |              | 11' Chiellini 97' Matri | Stadio Olimpico, Rome Toeschouwers: 60.000 Scheidsrechter: Daniele Orsato (Italië) |

| Lazio | Juventus |

| Lazio:         |    |                     |      |
|                |    |                     |      |
| GK             | 1  | Etrit Berisha       |      |
| RB             | 8  | Dušan Basta         |      |
| CB             | 3  | Stefan de Vrij      | 106' |
| CB             | 18 | Santiago Gentiletti |      |
| LB             | 26 | Ștefan Radu         | 71'  |
| CM             | 32 | Danilo Cataldi      |      |
| CM             | 16 | Marco Parolo        | 18'  |
| CM             | 19 | Senad Lulić         |      |
| RW             | 87 | Antonio Candreva    | 108' |
| CF             | 11 | Miroslav Klose      | 82'  |
| LW             | 7  | Felipe Anderson     |      |
| Wisselspelers: |    |                     |      |
| DF             | 33 | Maurício            | 71'  |
| FW             | 9  | Filip Đorđević      | 82'  |
| FW             | 14 | Keita               | 106' |
| Coach:         |    |                     |      |
| Stefano Pioli  |    |                     |      |

| Juventus:            |    |                      |         |
|                      |    |                      |         |
| GK                   | 30 | Marco Storari        | 81'     |
| CB                   | 15 | Andrea Barzagli      |         |
| CB                   | 19 | Leonardo Bonucci     | 36'     |
| CB                   | 3  | Giorgio Chiellini    |         |
| RM                   | 26 | Stephan Lichtsteiner | 115'    |
| CM                   | 23 | Arturo Vidal         |         |
| DM                   | 21 | Andrea Pirlo         |         |
| CM                   | 6  | Paul Pogba           | 78'     |
| LM                   | 33 | Patrice Evra         |         |
| CF                   | 10 | Carlos Tévez         |         |
| CF                   | 14 | Fernando Llorente    | 84'     |
| Wisselspelers:       |    |                      |         |
| MF                   | 37 | Roberto Pereyra      | 78'     |
| FW                   | 32 | Alessandro Matri     | 84' 97' |
| MF                   | 20 | Simone Padoin        | 115'    |
| Coach:               |    |                      |         |
| Massimiliano Allegri |    |                      |         |

1922 ·
1923–1935 ·
1936 ·
1937 ·
1938 ·
1939 ·
1939 ·
1939 ·
1939 ·
1939 ·
1944–1957 ·
1958 ·
1959 ·
1960 ·
1961 ·
1962 ·
1963 ·
1964 ·
1965 ·
1966 ·
1967 ·
1968 ·
1969 ·
1970 ·
1971 ·
1972 ·
1973 ·
1974 ·
1975 ·
1976 ·
1977 ·
1978 ·
1979 ·
1980 ·
1981 ·
1982 ·
1983 ·
1984 ·
1985 ·
1986 ·
1987 ·
1988 ·
1989 ·
1990 ·
1991 ·
1992 ·
1993 ·
1994 ·
1995 ·
1996 ·
1997 ·
1998 ·
1999 ·
2000 ·
2001 ·
2002 ·
2003 ·
2004 ·
2005 ·
2006 ·
2007 ·
2008 ·
2009 ·
2010 ·
2011 ·
2012 ·
2013 ·
2014 ·
2015 ·
2016 ·
2017 ·
2018 ·
2019 ·
2020 .
2021 .
2022 .
2023 .
2024 .